# 자마 (영화)
《자마》(영어: Zama)는 2017년에 개봉한 아르헨티나의 역사, 드라마 영화이다.
 루크레시아 마르텔이 감독과 각본을 맡았다.
 아르헨티나는 2017년 9월 28일에 대한민국은 2021년 8월 26일에 개봉되었다.

## 줄거리
18세기 스페인 장교 자마는 남미의 벽지에서 치안판사로 일하며

스페인 국왕의 전근 발령을 기다리지만 오랜시간이 지나도록

아무런 소식이 없는 가운데 비쿠냐 포르테라는 무자비한 도적떼의

소문이 지역 사회를 공포로 물들게 하는데....

## 출연진
- 다니엘 기메네즈 카쵸 - 자마 역
- 마데우스 나츠테르가엘레 - 비쿠냐 포르토 역
- 후안 미누진 - 벤츄라 프리에토 역
- 로라 두에나스 - 루시아나 역
- 라파엘 스프레겔버드 - 파라이 선장 역
- 카를로스 데페오 - 엘 오리엔탈 역
- 다니엘 베로네스 - 두번째 총독 역

## 수상
- 2018년 제12회 달라스 국제 영화제 후보 월드 시네마
- 2018년 제32회 고야상 후보 스페인어 영화상
- 2018년 제41회 예테보리국제영화제 후보 마스터즈
- 2018년 제29회 팜스프링스 국제영화제 후보 국제비평가협회 외국어영화상, 씨네 라티노상, 포커스 온 아르헨티나
- 2018년 제36회 뮌헨 국제영화제 후보 시네마스터즈 경쟁, 오마주
- 2018년 제65회 시드니 영화제 후보 여성감독, 장편영화
- 2018년 제40회 낭뜨 3대륙 영화제 후보 40 필름
- 2018년 제47회 로테르담 국제영화제 수상 KNF상 (루크레시아 마르텔)